# Área de Libre Comercio ASEAN-China

Área de Libre Comercio ASEAN-China

El Área de Libre Comercio ASEAN-China Inglés: ASEAN–China Free Trade Area (ACFTA), también conocida como China–ASEAN Free Trade Area (Chino simplificado: 中国―东盟自由贸易区; Chino tradicional: 中國─東盟自由貿易區; pinyin: Zhōngguó Dōngméng Zìyóu Màoyì Qū), es una zona de libre comercio entre los diez Estados miembros de la Asociación de Naciones del Sudeste Asiático (ASEAN por sus siglas en inglés) y la República Popular China. El acuerdo marco inicial fue firmado el 4 de noviembre de 2002 en Nom Pen, Camboya, con la intención de crear un espacio de libre comercio entre los once países en el 2010. El área de libre comercio entró en vigor el 1 de enero de 2010. El Área de Libre Comercio ANSA-China es la mayor zona de libre comercio en términos de población y la tercera más grande en términos de volumen.

## Signatarios
Los miembros de la ASEAN y la República Popular de China tenían un producto interno bruto nominal total combinado de aproximadamente 11,4 billones de dólares estadounidenses en el 2008. La zona de libre comercio tuvo el tercer mayor volumen de comercio después del Espacio Económico Europeo y del Tratado de Libre Comercio de América del Norte.
| Bandera | País                    | Capital             | Área (km²) | Población (2008 menos que se indique) | PIB (nominal) (mil millones USD, 2008, IMF) | Moneda            | idiomas oficiales                       |
| ------- | ----------------------- | ------------------- | ---------- | ------------------------------------- | ------------------------------------------- | ----------------- | --------------------------------------- |
|         | Brunéi                  | Bandar Seri Begawan | 5,765      | 490,000                               | 19.7                                        | Dólar de Brunéi   | Idioma malayo                           |
|         | Birmania                | Naipyidó            | 676,578    | 50,020,000                            | 26.2                                        | Kyat birmano      | Birmano                                 |
|         | Camboya                 | Nom Pen             | 181,035    | 13,388,910                            | 11.3                                        | Riel camboyano    | Idioma camboyano                        |
|         | Indonesia               | Yakarta             | 1,904,569  | 230,130,000                           | 511.8                                       | Rupia indonesia   | Idioma indonesio                        |
|         | Laos                    | Vientián            | 236,800    | 6,320,000                             | 5.4                                         | Kip laosiano      | Idioma lao                              |
|         | Malasia                 | Kuala Lumpur        | 329,847    | 28,200,000                            | 221.6                                       | Ringgit malayo    | Idioma malayo                           |
|         | Filipinas               | Manila              | 300,000    | 92,226,600 (2007)                     | 166.9                                       | Peso filipino     | Idioma filipino, Inglés                 |
|         | Singapur                | Singapur            | 707.1      | 4,839,400 (2007)                      | 181.9                                       | Dólar de Singapur | Malayo, Mandarín (Huayu), Inglés, Tamil |
|         | Tailandia               | Bangkok             | 513,115    | 63,389,730 (2003)                     | 273.3                                       | Baht tailandés    | Idioma tailandés                        |
|         | Vietnam                 | Hanói               | 331,690    | 88,069,000                            | 89.8                                        | Đồng vietnamita   | Idioma vietnamita                       |
|         | República Popular China | Pekín               | 9,640,821  | 1,338,612,968 (2009)                  | 4,327.4                                     | renminbi          | Mandarín (Putonghua)                    |

## ASEAN
Los miembros de la ASEAN tienen una población combinada de más de 580 millones de habitantes y una economía combinada superior a la de la India.  Indonesia cuenta por más del 40 por ciento de la población de la región, y su pueblo es la mayor cantidad de la oposición al acuerdo.

## República Popular de China
China propuso por primera vez la idea de una zona de libre comercio en noviembre del 2000. Ha superado a Estados Unidos como el tercer mayor socio comercial de la ASEAN, después de Japón y la Unión Europea, cuando la zona de libre comercio entró en vigor. Entre 2003 y 2008, el comercio con la ASEAN creció de 59,6 mil millones dólares a 192,5 mil millones dólares. También espera convertirse en el mayor exportador del mundo en el 2010.

## Marco del Acuerdo
El marco del acuerdo fue firmado el 4 de noviembre de 2002 en Phnom Penh por once jefes de Gobierno.
- Hassanal Bolkiah, Sultán de Brunéi,
- Hun Sen, primer ministro de Camboya,
- Megawati Sukarnoputri, presidente de Indonesia,
- Bouasone Bouphavanh, primer ministro de Laos
- Mahathir Mohamad, primer ministro de Malasia,
- Than Shwe, primer ministro de Birmania
- Gloria Macapagal-Arroyo, Presidenta de Filipinas,
- Goh Chok Tong, primer ministro de Singapur
- Thaksin Shinawatra, primer ministro de Tailandia,
- Phan Van Khai, primer ministro de Vietnam,
- Zhu Rongji, Premier del Consejo de Estado de la República Popular China